# Nicolas-Étienne Framery
Nicolas-Étienne Framery   (Rouen, 25 de març de 1745 - antic 2n districte de París, 26 de novembre de 1810) fou un escriptor, compositor i musicòleg francès. Fou director de la música del comte d'Artois i quan tingué lloc la contesa entre gluckistes i piccinistes, es col·locà entre els últims i atacà al gloriós autor de l'Orfeu en una Lettre al auteur du Mercure (1776).

## Biografia

### Inicis com a compositor
Nicolas-Étienne Framery va néixer a Rouen el 25 de març de 1745, va estudiar a París on va escriure la comèdia La nouvelle Eve (1763) que va rebre l'oposició del censer encara que va tenir cert èxit en la Comédie Italienne en 1764. En 1768 es va interpretar en privat una òpera còmica amb text propi La sorcière parell hasard, la seva recepció favorable pot haver estat el motiu de que l'anomenesin aquell amteix any com el superintendent de música del comte d'Artois; posteriorment, aquesta obra va ser reviscuda amb cert èxit en la Comédie Italienne, i es va publicar la partitura. Framery va viure una época difícil a França, històricament i musicalement xerrant, personalment, les aspiracions artístiques de Framery anaven íntimament lligades amb el seu desig d'un avanç en el món.

### Dedicació a treballs teòrics, a la crítica i a l'edició
Malgrat el seu inici en la composició, Framery no va seguir amb la carrera de compositor i es va començar a dedicar als treballs teòrics, a la crítica i a l'adaptació de llibrets, a més, entre 1764 i 1768 va col·laborar en el Mathon de la Cour's Journal de musique. En els anys 1770 i 1771 va entrar com a editor en el Journal de musique historique, theórique, et practique, que va ser a més el diari on van aparèixer en 1770 les seves Qualques réflexions sur la musique moderne, que varen mostrar un interès poc comú en la música alemanya, particularment en la de Haydn i que a més, varen atribuir algunes qualitats de Philidor a la seva influència. Així i tot, va defensar la causa de la música italiana a França, baix la influència del cercle que es movia al voltant de l'enciclopèdia de Diderot i d'Alaembert, com a partidari de Sacchini i oposant-se a Gluck.

### Adaptació de diverses obres i llibrets
Així, va adaptar l'obra de Sacchini L'isola d'amore per a l'escenari francès i més tard va intentar que el compositor italià anigués a Londres. D'aquesta forma, la seva adaptació de L'olympiade anava camí de l'òpera però va ser rebutjada per l'oposició gluckista; un pic més, amb diàleg en vers parlat, es acollir amb èxit en la Comédie Italienne en 1777 i va constituir un punt de trobada per a la festa italiana abans de Roland (1778) la primera òpera francesa de Piccinni. A més, Framery va adaptar altres obres italianes per diversos teatres i, segons Lajarte, va participar en el llibret del primer treball de Sacchini per la seva òpera Renaud a 1783. L'any següent, va guanyar un concurs amb un llibret basat en una tragèdia anglesa de Glover que tenia pensat per Sacchini, però després de la mort del compositor a 1786, mai es va completar.

### Crítiques contra Gluck
Per altra banda, Framery va revisar diverses actuacions en la Opéra, en el Théatre Feydeau i el Concert Spirituel per al Mercure de France, i allà va ser, el setembre de 1776, on va publicar una acusació de plagi contra Gluck i a l'octubre de 1786 un elogi dirigit a Sacchini. Seguidament, va editar l'Univers Musical Calendrier entre 1788 i 1789, a més de traduir poemes de Ariosto i Tasso. Referent a la seva participació en la Encyclopédie méthodique va ser anomenat en 1791 editor en substitució de Suard, on va demanar ajuda a Ginguené i a l'abat Feytou. Aquí, les seves pròpies contribucions inclouen novament un atac cap a Gluck i comentaris sobre articles reimpresos de Rousseau (Dictionnaire) i d'Alambert (Encyclopédie), però, així i tot, el seu treball sobre teoria de la composició té un valor limitat. En 1802 va guanyar un premi pels seus discursos sobre música i declamació on trobam que les seves idees sobre prosòdia arriben a la seva màxima expressió. Podem concloure en que Framery va dur la seva admiració per la música italiana a una actitud digmàtica sobre la melodia vocal, això explica que critiqués les àries de Gluck però a la vegada reconegués el mèrit de les composicions instrumentals dels compositor.

## Importància dins la musicologia
Framery va contribuir a la determinació dels aspectes que havia d'assolir la musicologia, així va definir el marc típic del segle xviii dissenyat per assolir tot l'aprenentatge musical. Així, cal comentar el seu 'Tableau de la musique et de ses branques' que és un esquema jeràrquic que abasta tota la disciplina de la música, que se subdivideix en primer nivell en tres branques: acústica, pràctica i històrica. A la vegada aquestes tres branques es subdivideixen en: l'acústica se subdivideix tres vegades i representa les ciències quantitatives i la metafísica; la història musical se subdivideix de manera parescuda incloguent l'estudi de la música i els músics, nadius i estrangers, del passat i del present: i la pràctica musical es subdivideix en dues branques paral·leles, 'composició' i 'execució', que a la vegada produeixen més subdivisions: sagrades i seculars, vocals i instrumentals, natives i estrangeres, i institucions i gèneres musicals. També es proporciona un lloc dins de la pràctica musical per a certes àrees interdisciplinàries principals: música i poesia, música i dansa, música i escenari teatral, música i elocució, construcció d'instruments, teoria i instrucció musical. A més, el disseny de Framery és completament racionalista, integral, simètric i essencialment estàtic.

## Obres
| Obres                                                                                      | Any de publicació |
| ------------------------------------------------------------------------------------------ | ----------------- |
| Le musicien pratique                                                                       | 1786              |
| Sur la nécessité du rythme et de la cénsure dans les himnes ou odes destinées à la musique | 1790              |
| Musique                                                                                    | 1791              |
| Analise des rapports qui existent entre la musique et la déclamation                       | 1802              |

Redactà, a més, un Calendrier musical universel i la part musical del primer volum de l'Encyclopédie methodique, junt amb Guinguené i Feyton.